# Nagi Hikaru
Nagi Hikaru (凪 ひかる (Chỉ Quang) 6 tháng 4 năm 1997  –) là một nữ diễn viên khiêu dâm người Nhật Bản. Cô thuộc về công ti Eightman. Các tên cũ của cô là Asuka Aka (有栖花 あか (Hữu-Thê-Hoa Phi)) và Shiose (汐世 (Tịch-Thế)).

## Sự nghiệp
Ảnh áo tắm của cô được đăng tải lần đầu tiên trong tạp chí ảnh hàng tuần "FRIDAY" (số ngày 14/8/2020, Kōdansha) phát hành ngày 31/7/2020, và kể từ đó ảnh áo tắm của cô đã được đăng liên tục trong các tạp chí hàng tuần. Cô đã ra mắt ngành giải trí với sách ảnh "Big Baby" phát hành vào tháng 9 cùng năm.
Tháng 10/2020, cô ra mắt ngành phim khiêu dâm từ hãng S1 với khẩu hiệu "Dù sao thì mặt cũng đẹp--, Dù sao thì ngực cũng đẹp--".
14/12/2021, cô thông báo trên Twitter rằng cô đã đổi tên diễn từ Asuka Aka thành Shiose, mặc dù công ti chủ quản vẫn là T-Powers.
7/11/2022, cô thông báo trên Twitter rằng cô đã đổi tên diễn từ Shiose thành Nagi Hikaru, và cô đã chuyển công ti chủ quản từ T-Powers sang Eightman.

## Đời tư
- Sở thích: xem anime, chơi trò chơi, chơi cùng chó mèo. Kĩ năng đặc biệt: Có thể ngủ ngay lập tức.[2][10]
- Lí do cô vào ngành là cô đã có hứng thú với phim khiêu dâm trong một thời gian dài và muốn thử sức.[11][12] Tại thời điểm ra mắt ngành, cô rất ngại ngùng, nhưng cô đã dần dần trở nên hưng phấn hơn. Trong phim thứ 3 của cô, có một cảnh mà cô phải tự dày vò bản thân, và mặc dù cô không giỏi diễn cảnh này, cô đã cảm thấy rất vui khi quay.[13]
- Ngực nổi bật của cô vốn chỉ to cỡ Cup A khi cô học năm hai trung học cơ sở và cô đã không mặc áo ngực, tuy nhiên từ khoảng năm ba trung học cơ sở ngực cô đã to ra từ cỡ Cup D lên Cup E.[12][13] Khi cô bắt đầu học trung học, ngực cô đã to thành cỡ Cup H.[12][13] Lần đầu cô quan hệ tình dục là vào năm đầu trung học với một đàn anh, và cô lần đầu kích dục bằng ngực vào năm hai trung học.[13] Ngoài ra, chuyên gia trong ngành phim khiêu dâm Shibue Jōji đã chỉ trích cỡ ngực của cô, nói rằng "Sự chuyển động mang tính hành hạ khi thực hiện các tư thế đã không còn mang tính giải trí".[14]
- Trong một chuộc phỏng vấn, khi được hỏi tại sao lại đổi tên diễn từ Asuka Aka sang Shiose, cô đã trả lời rằng thay đổi đó đã "lấy cảm hứng từ các nữ diễn viên phim khiêu dâm", "Tôi muốn sống cuộc sống của một nữ diễn viên khiêu dâm", và "Tôi rất muốn được dùng tên thật".[15]